# Alexandra Marinescu
Alexandra Marinescu född den 19 mars 1981 i Bukarest, Rumänien, är en rumänsk gymnast.
Hon tog OS-brons i lagmångkampen i samband med de olympiska gymnastiktävlingarna 1996 i Atlanta.